# Největší Američan
Největší Američan, v originále The Greatest American, je název čtyřdílné americké televizní soutěže z roku 2005. Moderoval ji Matt Lauer. Podobně jako čeští diváci volili v témže roce 100 největších Čechů, Američané formou SMS a volání z mobilního telefonu vybírali 100 největších osobností své země. Nejvíce hlasů přišlo z Kalifornie, Texasu a Floridy. Nejprve bylo nominováno 100 osobností, z těch pak diváci vybrali 25.

## Vítězové

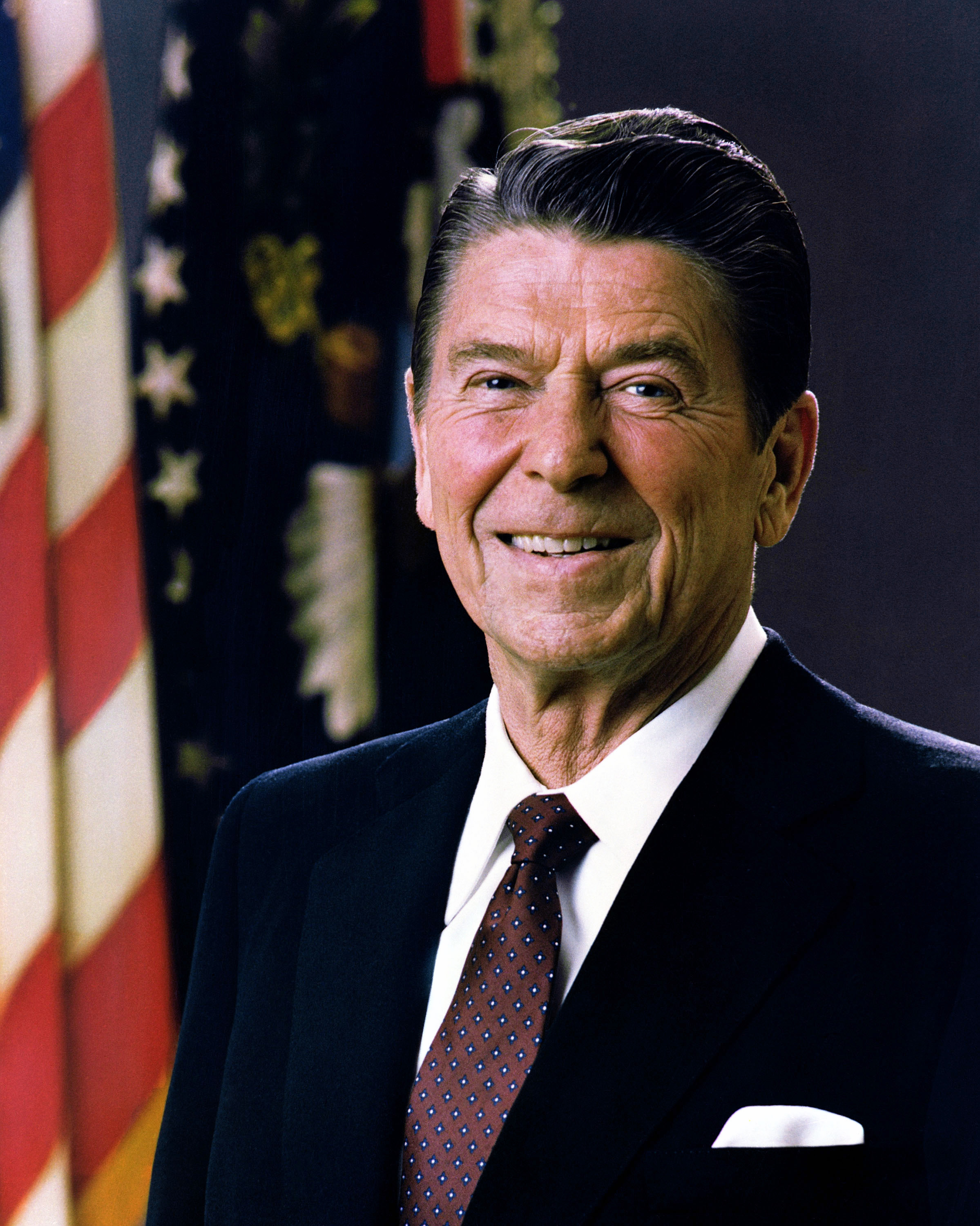
Ronald Reagan

Abraham Lincoln

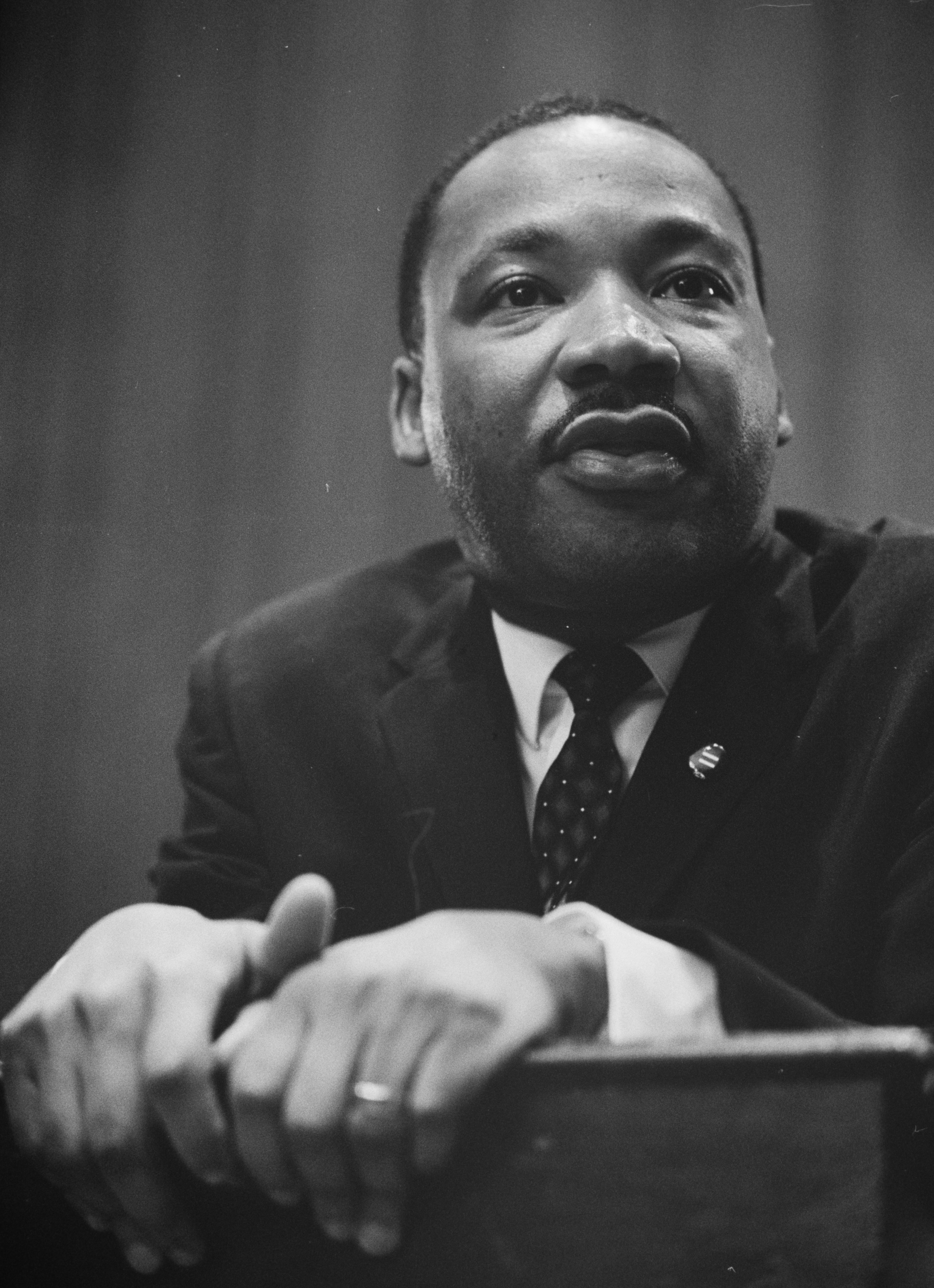
Martin Luther King

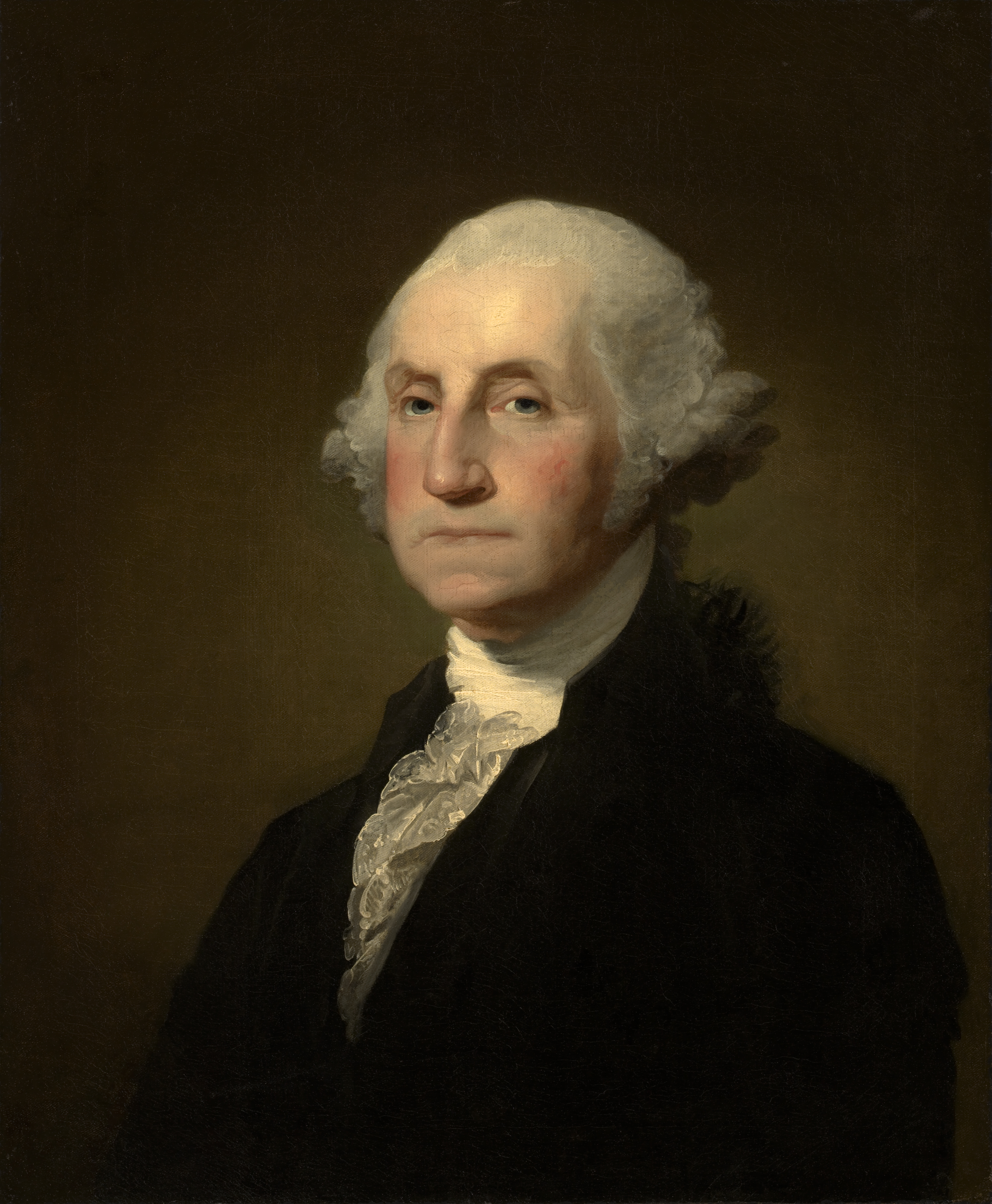
George Washington

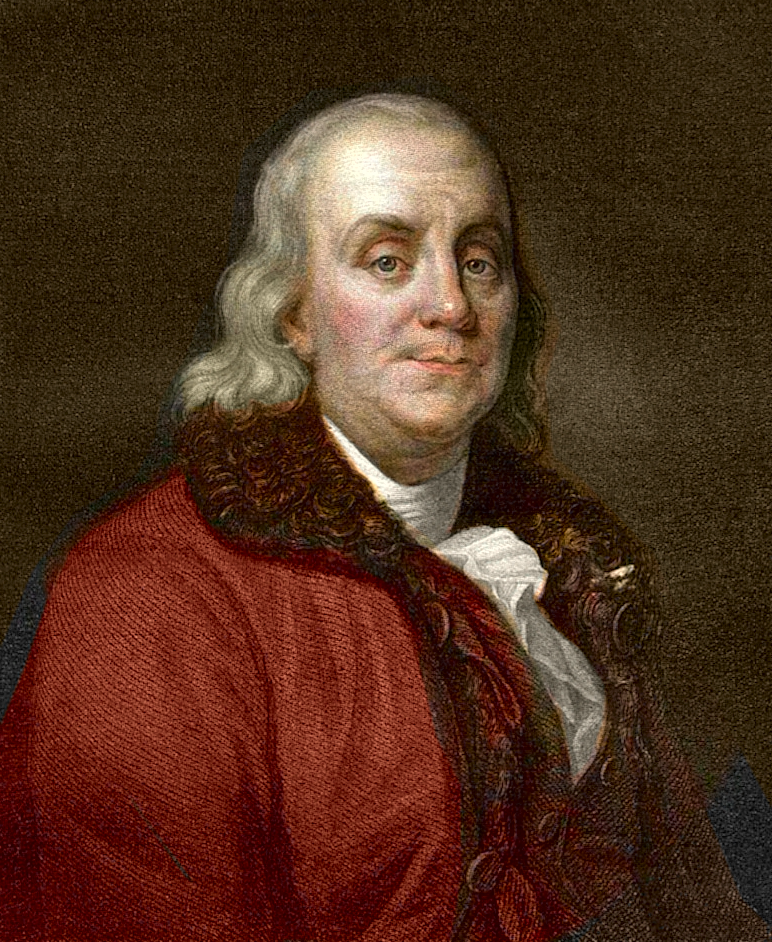
Benjamin Franklin

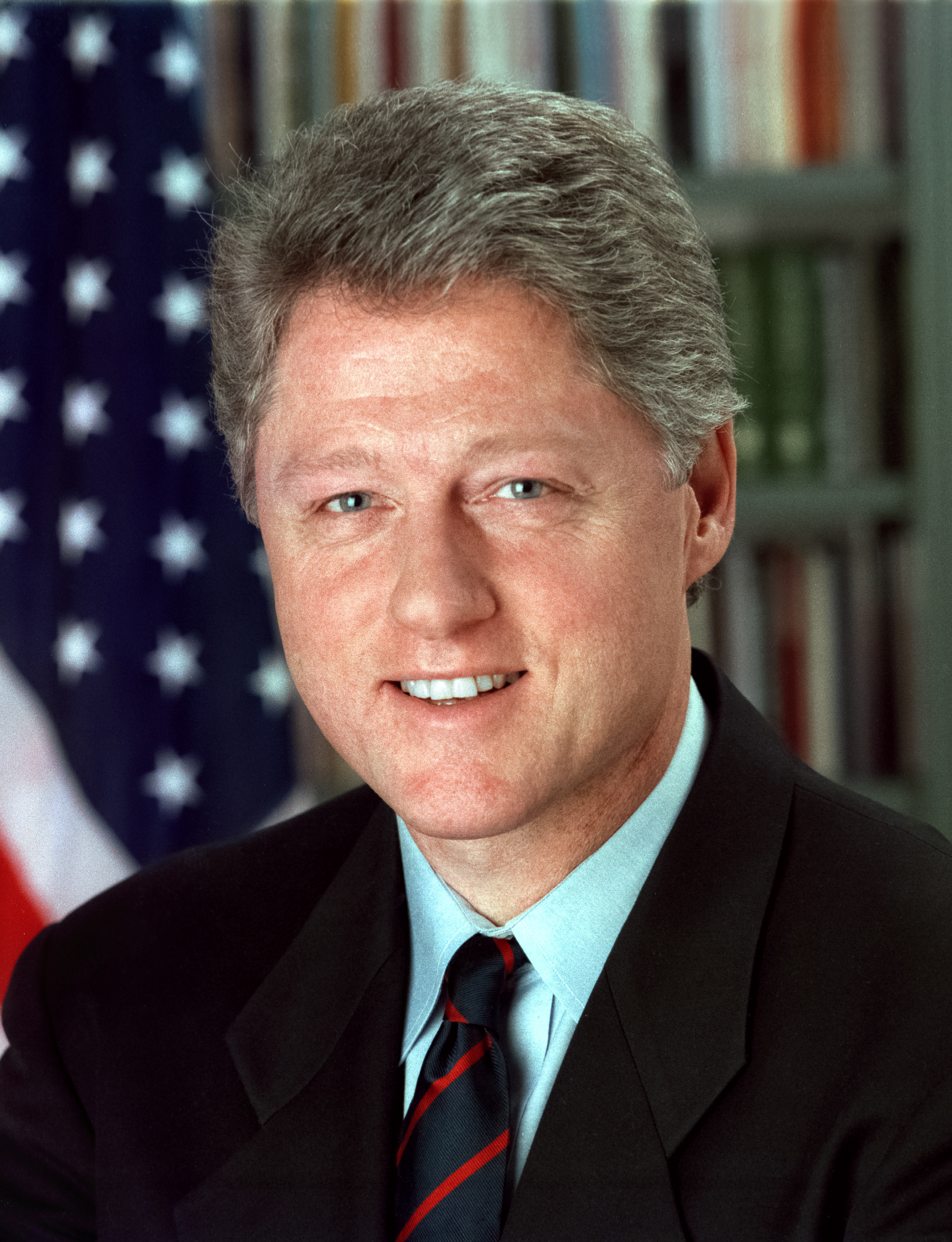
Bill Clinton

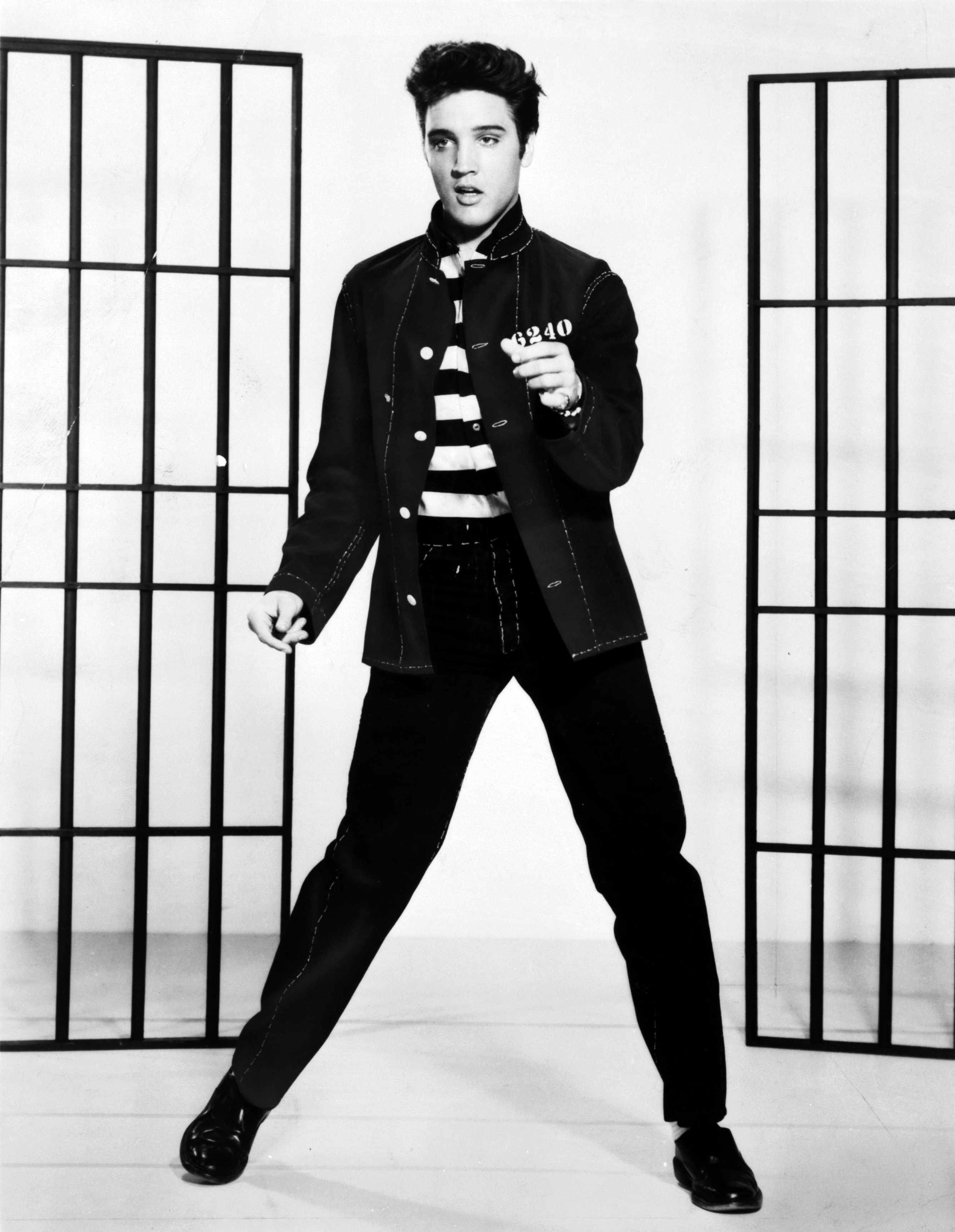
Elvis Presley

1. Ronald Reagan - 24%
2. Abraham Lincoln - 23.5%
3. Martin Luther King - 19.7%
4. George Washington - 17.7%
5. Benjamin Franklin - 14.9%
6. George W. Bush
7. Bill Clinton
8. Elvis Presley
9. Oprah Winfreyová
10. Franklin Delano Roosevelt
11. Billy Graham
12. Thomas Jefferson
13. Walt Disney
14. Albert Einstein
15. Thomas Alva Edison
16. John Fitzgerald Kennedy
17. Bob Hope
18. Bill Gates
19. Eleanor Rooseveltová
20. Lance Armstrong
21. Muhammad Ali
22. Rosa Parksová
23. Bratři Wrightové
24. Henry Ford
25. Neil Armstrong

## Další nominovaní
- Maya Angelou
- Susan B. Anthonyová
- Lucille Ballová
- Alexander Graham Bell
- Barbara Bushová
- George H. W. Bush
- Laura Bushová
- Andrew Carnegie
- Johnny Carson
- Jimmy Carter
- George Washington Carver
- Ray Charles
- César Chávez
- Hillary Clintonová
- Bill Cosby
- Tom Cruise
- Ellen DeGeneresová
- Frederick Douglass
- Amelia Earhartová
- Clint Eastwood
- John Edwards
- Dwight D. Eisenhower
- Brett Favre
- Mel Gibson
- Rudy Giuliani
- John Glenn
- Alexander Hamilton
- Tom Hanks
- Hugh Hefner
- Katharine Hepburnová
- Howard Hughes
- Michael Jackson
- Steve Jobs
- Lyndon B. Johnson
- Michael Jordan
- Helen Kellerová
- Jacqueline Kennedyová Onassisová
- Robert Kennedy
- Rush Limbaugh
- Charles Lindbergh
- George Lucas
- Madonna
- Malcolm X
- Phil McGraw
- Marilyn Monroe
- Michael Moore
- Audie Murphy
- Richard Nixon
- Barack Obama
- Jesse Owens
- George S. Patton
- Colin Powell
- Christopher Reeve
- Condoleezza Riceová
- Jackie Robinson
- Theodore Roosevelt
- Babe Ruth
- Carl Sagan
- Jonas Salk
- Arnold Schwarzenegger
- Frank Sinatra
- Joseph Smith
- Steven Spielberg
- James Stewart
- Martha Stewartová
- Nikola Tesla
- Pat Tillman
- Harry S. Truman
- Donald Trump
- Harriet Tubmanová
- Mark Twain
- Sam Walton
- John Wayne
- Tiger Woods
- Chuck Yeager

## Polemika
Několik osobností, které se umístily v první stovce, není rodilými Američany:
- Albert Einstein byl německý Žid. Do Spojených států utekl před nacismem.
- Alexander Graham Bell žil do svých 23 let ve Skotsku, pak emigroval do Kanady, kde je také pohřben.
- Též Andrew Carnegie se narodil ve Skotsku.
- Arnold Schwarzenegger se narodil v Rakousku, kde žil do svých 21 let.
- Nikola Tesla byl Srb, který imigroval do Spojených států amerických ve věku 28 let.
- Bob Hope se narodil ve Spojeném království, v pěti letech emigroval a teprve v 17 se stal občanem USA.